# Bubalus mindorensis
O Búfalo-anão-de-mindoro ou tamarao (Bubalus mindorensis) é um pequeno bovídeo endêmico da ilha de Mindoro, Filipinas.

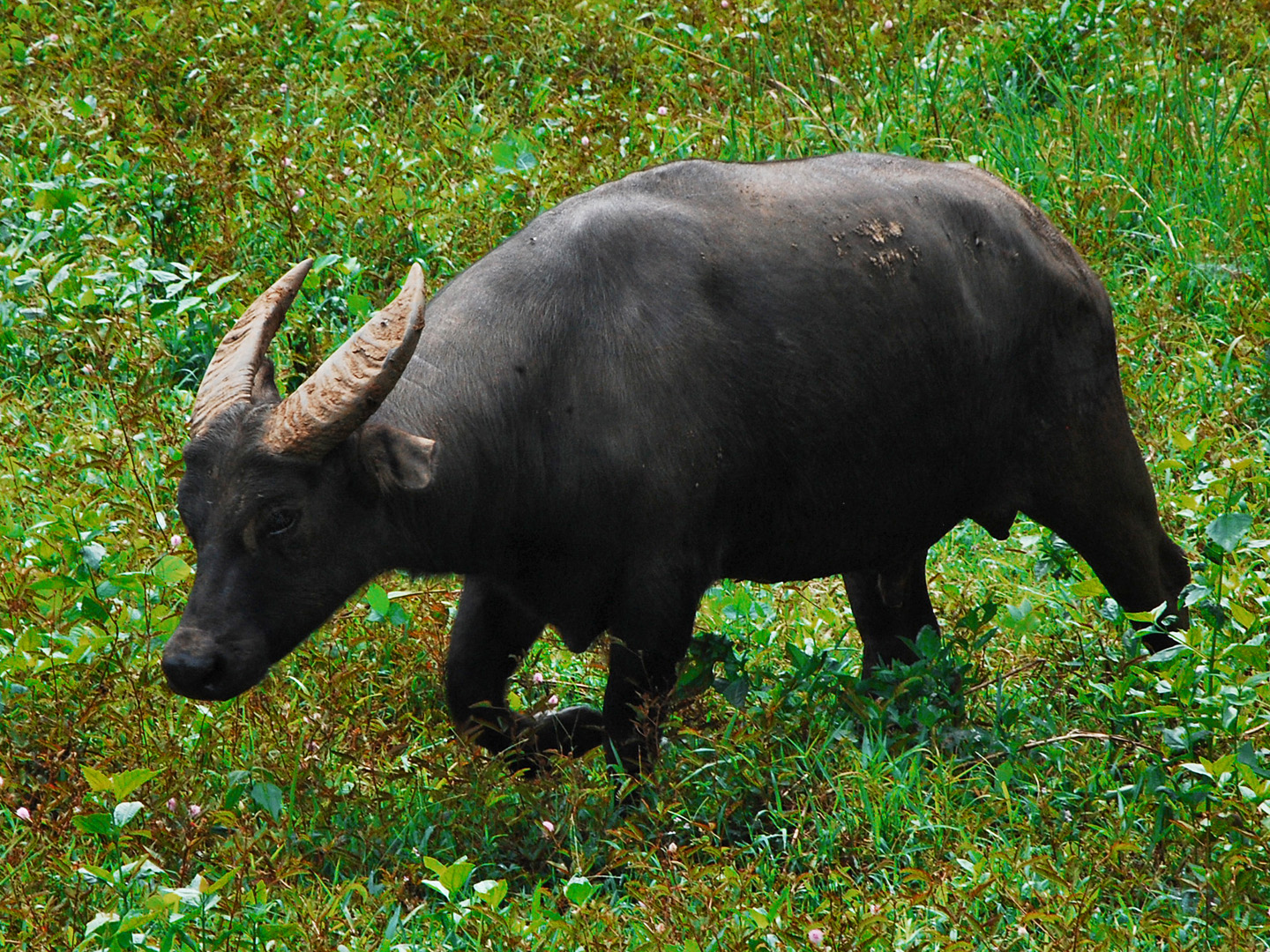
Um búfalo-anão-de-mindoro.